# Franziska Weber
Franziska Weber (Potsdam, 24 de maig de 1989) és una esportista alemanya que competeix en piragüisme en la modalitat d'aigües tranquil·les.
Va participar en dos Jocs Olímpics d'Estiu, obtenint en total tres medalles, or i plata a Londres 2012 i dues plates a Rio de Janeiro 2016. Als Jocs Europeus de Bakú 2015 va aconseguir una medalla de plata.
Ha guanyat 10 medalles al Campionat Mundial de Piragüisme entre els anys 2009 i 2015, i 16 medalles al Campionat Europeu de Piragüisme entre els anys 2009 i 2016.

## Palmarès internacional
| Jocs Olímpics     | Jocs Olímpics            | Jocs Olímpics | Jocs Olímpics |
| Any               | Lloc                     | Medalla       | Competició    |
| ----------------- | ------------------------ | ------------- | ------------- |
| 2012              | Londres ( Regne Unit)    | 1             | K2 500 m      |
| 2012              | Londres ( Regne Unit)    | 2             | K4 500 m      |
| 2016              | Rio de Janeiro ( Brasil) | 2             | K2 500 m      |
| 2016              | Rio de Janeiro ( Brasil) | 2             | K4 500 m      |
| Campionat Mundial |                          |               |               |
| Any               | Lloc                     | Medalla       | Competició    |
| 2009              | Dartmouth ( Canadà)      | 2             | K1 1000 m     |
| 2010              | Poznań ( Polònia)        | 1             | K1 1000 m     |
| 2011              | Szeged ( Hongria)        | 2             | K2 500 m      |
| 2011              | Szeged ( Hongria)        | 2             | K4 500 m      |
| 2013              | Duisburg ( Alemanya)     | 1             | K2 200 m      |
| 2013              | Duisburg ( Alemanya)     | 1             | K2 500 m      |
| 2013              | Duisburg ( Alemanya)     | 2             | K4 500 m      |
| 2014              | Moscou ( Rússia)         | 2             | K2 200 m      |
| 2015              | Milà ( Itàlia)           | 3             | K2 500 m      |
| 2015              | Milà ( Itàlia)           | 3             | K4 500 m      |
| Jocs Europeus     |                          |               |               |
| Any               | Lloc                     | Medalla       | Competició    |
| 2015              | Bakú ( Azerbaidjan)      | 2             | K4 500 m      |
| Campionat Europeu |                          |               |               |
| Any               | Lloc                     | Medalla       | Competició    |
| 2009              | Brandenburg ( Alemanya)  | 2             | K1 1000 m     |
| 2009              | Brandenburg ( Alemanya)  | 3             | K2 500 m      |
| 2010              | Corvera ( Espanya)       | 2             | K1 1000 m     |
| 2011              | Belgrad ( Sèrbia)        | 2             | K2 200 m      |
| 2011              | Belgrad ( Sèrbia)        | 2             | K2 1000 m     |
| 2011              | Belgrad ( Sèrbia)        | 3             | K4 500 m      |
| 2012              | Zagreb ( Croàcia)        | 1             | K2 200 m      |
| 2012              | Zagreb ( Croàcia)        | 1             | K4 500 m      |
| 2013              | Montemor-o-Velho ( Perú) | 2             | K2 500 m      |
| 2013              | Montemor-o-Velho ( Perú) | 2             | K4 500 m      |
| 2014              | Brandenburg ( Alemanya)  | 2             | K1 500 m      |
| 2015              | Račice ( Txèquia)        | 1             | K1 1000 m     |
| 2015              | Račice ( Txèquia)        | 2             | K1 500 m      |
| 2016              | Moscou ( Rússia)         | 1             | K2 200 m      |
| 2016              | Moscou ( Rússia)         | 2             | K1 500 m      |
| 2016              | Moscou ( Rússia)         | 3             | K4 500 m      |